# Bogart (Geórgia)
Bogart é uma cidade  localizada no Estado americano de Geórgia, no Condado de Clarke e Condado de Oconee.

## Demografia
Segundo o censo americano de 2000, a sua população era de 1049 habitantes. 
Em 2006, foi estimada uma população de 1094, um aumento de 45 (4.3%).

## Geografia
De acordo com o United States Census Bureau tem uma área de 
6,2 km², dos quais 6,2 km² cobertos por terra e 0,0 km² cobertos por água.

## Localidades na vizinhança
O diagrama seguinte representa as localidades num raio de 20 km ao redor de Bogart. 